# Thạch Sơn, Anh Sơn
Thạch Sơn là một xã thuộc huyện Anh Sơn, tỉnh Nghệ An, Việt Nam.
Xã Thạch Sơn có diện tích 5,33 km², dân số năm 1999 là 3.018 người, mật độ dân số đạt 566 người/km².